# Списак епизода серије Деца зла
Деца зла је српска телевизијска серија која је премијерно почела са емитовањем од 2. новембра 2023. године на платформи HBO Max. 
Серија Деца зла за сада броји 1 сезону и 10 епизода.

## Епизоде

### 1. сезона (2023)
| Бр. еп. (укупно) | Бр. еп. (у сезони) | Наслов | Редитељ         | Сценариста                        | Премијера         |
| ---------------- | ------------------ | ------ | --------------- | --------------------------------- | ----------------- |
| 1                | 1                  |        | Иван Стефановић | Катарина Митровић и Бојан Вулетић | 2. новембар 2023. |
| 2                | 2                  |        | Иван Стефановић | Катарина Митровић и Бојан Вулетић | 2. новембар 2023. |
| 3                | 3                  |        | Владимир Тагић  | Катарина Митровић и Бојан Вулетић | 2. новембар 2023. |
| 4                | 4                  |        | Владимир Тагић  | Катарина Митровић и Бојан Вулетић | 2. новембар 2023. |
| 5                | 5                  |        | Иван Стефановић | Катарина Митровић и Бојан Вулетић | 2. новембар 2023. |
| 6                | 6                  |        | Владимир Тагић  | Катарина Митровић и Бојан Вулетић | 2. новембар 2023. |
| 7                | 7                  |        | Иван Стефановић | Катарина Митровић и Бојан Вулетић | 2. новембар 2023. |
| 8                | 8                  |        | Владимир Тагић  | Катарина Митровић и Бојан Вулетић | 2. новембар 2023. |
| 9                | 9                  |        | Иван Стефановић | Катарина Митровић и Бојан Вулетић | 2. новембар 2023. |
| 10               | 10                 |        | Владимир Тагић  | Катарина Митровић и Бојан Вулетић | 2. новембар 2023. |

## Преглед
| Сезона | Сезона | Епизоде | Епизоде | Оригинално емитовање | Оригинално емитовање | Оригинално емитовање |
| Сезона | Сезона | Епизоде | Епизоде | Премијера            | Финале               | Мрежа                |
| ------ | ------ | ------- | ------- | -------------------- | -------------------- | -------------------- |
|        | 1.     | 10      | 10      | 2. новембар 2023.    | 2. новембар 2023.    | HBO Max              |